# Melanoblossia globiceps
Melanoblossia globiceps är en spindeldjursart som beskrevs av William Frederick Purcell 1903. Melanoblossia globiceps ingår i släktet Melanoblossia och familjen Melanoblossiidae. Inga underarter finns listade i Catalogue of Life.